# Альбатрос смугастодзьобий
Альбатрос смугастодзьобий (Thalassarche chlororhynchos) — морський птах середнього розміру родини альбатросових (Diomedeidae). Цей вид раніше вважався конспецифічним з індоокеанським альбатросом (Thalassarche carteri), деякі дослідники все ще дотримуються цього поділу. Це типовий альбатрос із чорними та білими кольорами оперення, від T. carteri він відрізняється темнішою головою. Від решти альбатросів його відрізняє відносно невеликий розмір, вузькі крила та тонкі чорні смужки на нижній частині крил.
Гніздиться на островах південної частини Атлантичного океану, таких як Тристан-да-Кунья, Гоф та деяких інших. Як і решта альбатросів формує великі колонії, проте на відміну від інших будує гнізда в заростях чагарників або деревоподібних папоротей. Гніздо має вигляд п'єдесталу з глини та підручних матеріалів, у нього відкладається одне яйце. Протягом решти часу ареал включає всю південну Атлантику. Живиться птах кальмарами, рибою і ракоподібними.